# Lista najwyższych budynków w Miami
Miami jest dużym miastem w USA na Florydzie. Miasto to jest jednym z największych skupisk wieżowców w USA, a przy tym jednym z najdynamiczniej w tym kierunku się rozwiającym. W trakcie budowy jest tutaj 36 budynków powyżej 100 metrów wysokości. Łącznie przyszłych wieżowców które aktualnie się buduje, czekają na rozpoczęcie prac i są w planach jest 100. Budynków ponad 100-metrowych już stojących jest tutaj 40. W tym dwa przekraczające 200 metrów. Wśród nowo budowanych, poziom 200 metrów osiągną co najmniej 4 wieżowce. W tym Brickell Financial Centre, który stanie się najwyższych wieżowcem w Miami.

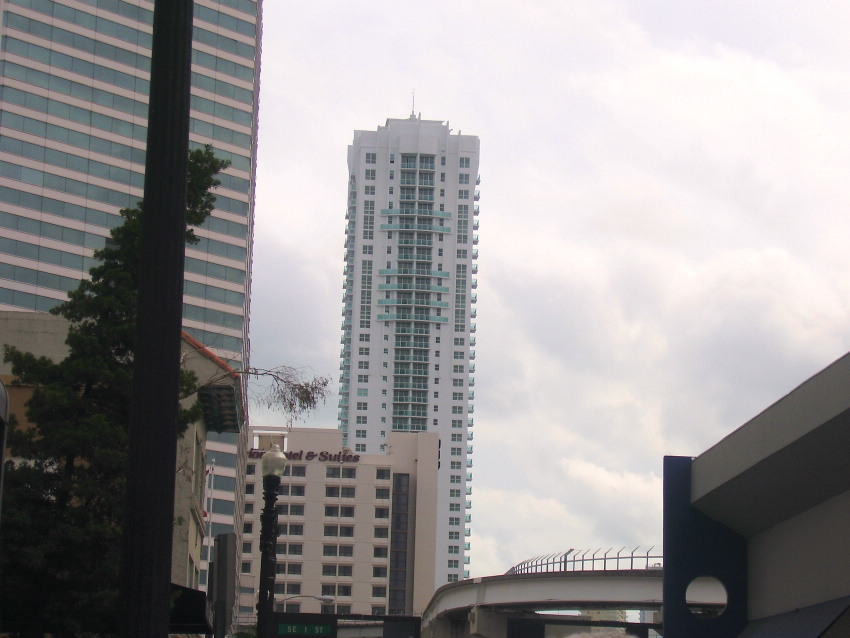
Wieżowiec mieszkalny

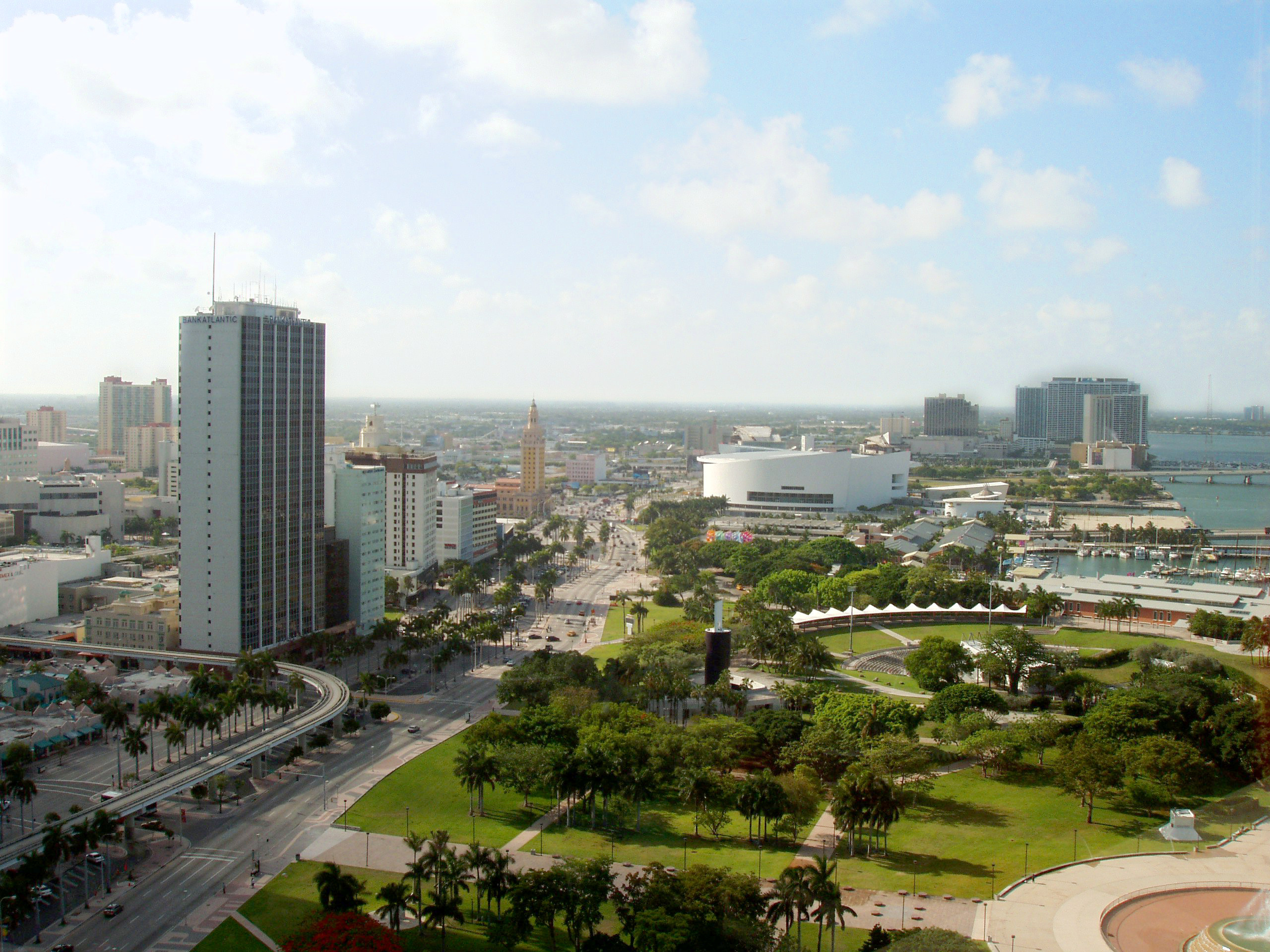
Centrum Miami z Hotel InterContinental Miami

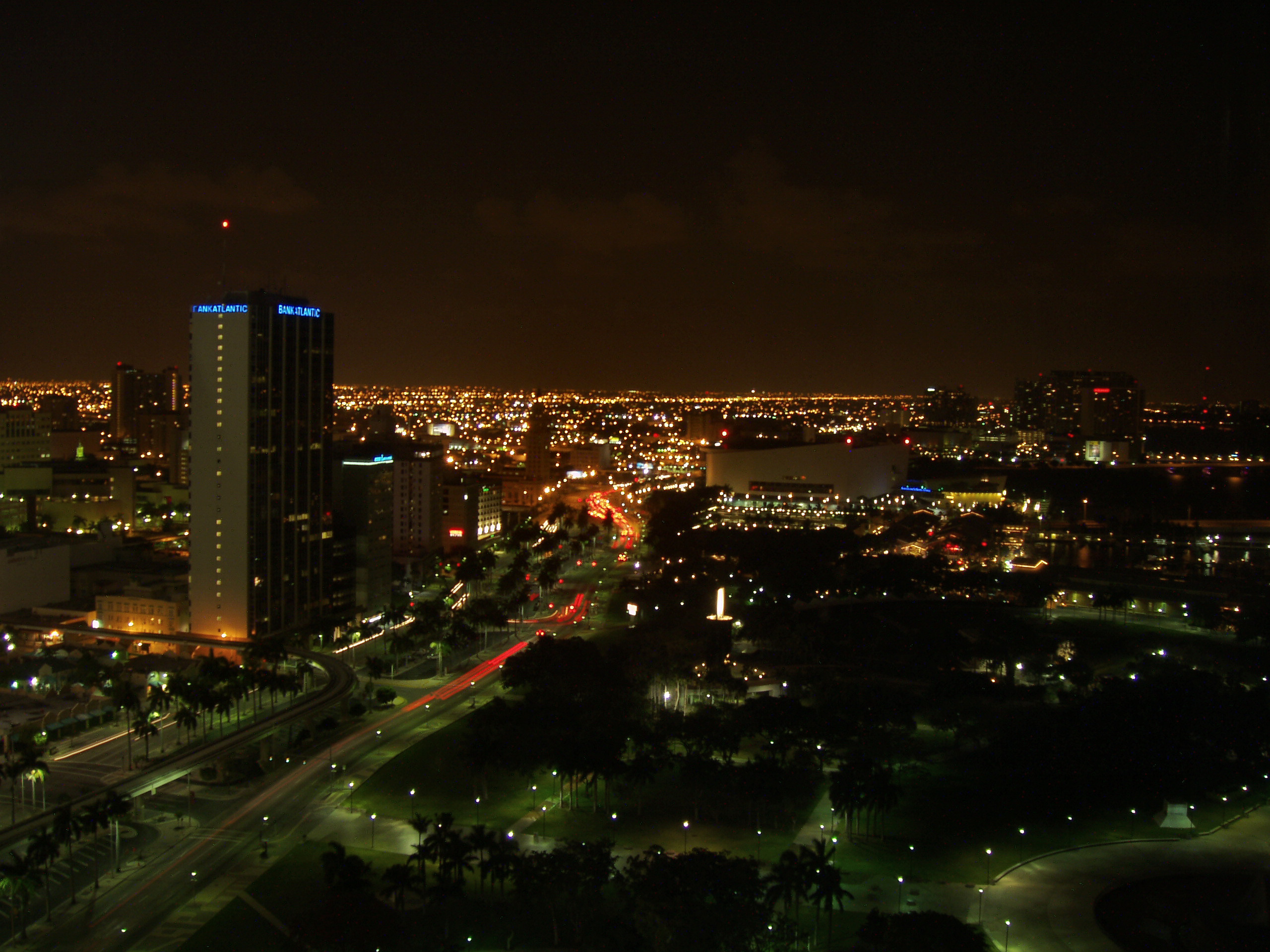
Miami nocą. Hotel InterContinental Miami.

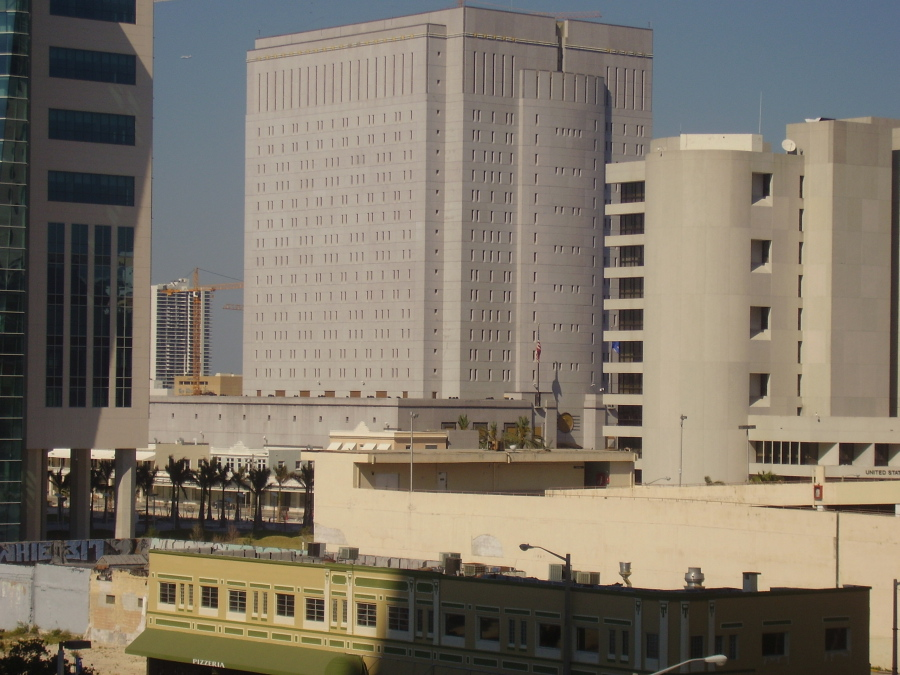

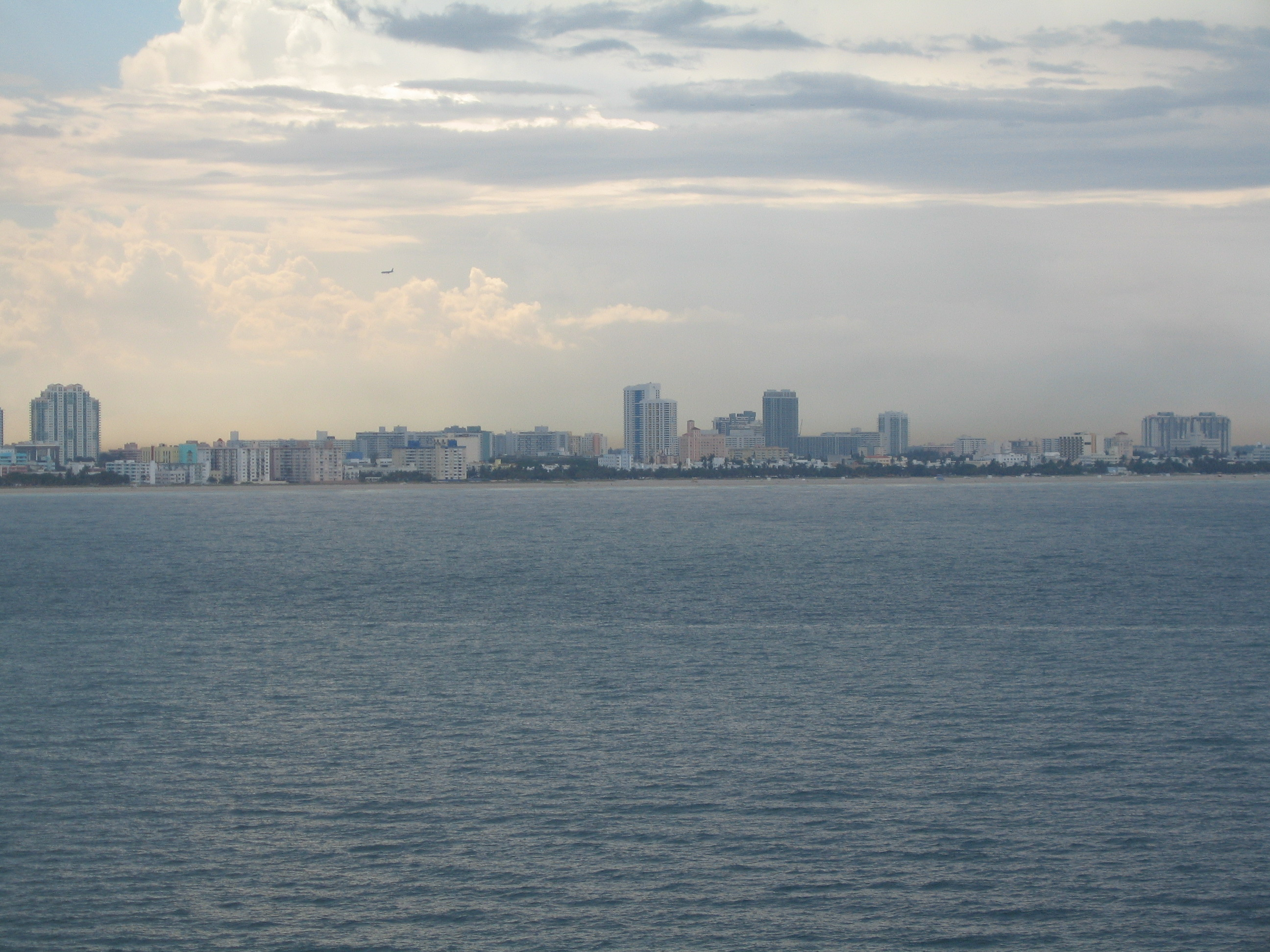
Miami od strony oceanu

## 10 najwyższych budynków
| Ranking | Budynek                           | Wysokość strukturalna | Liczba pięter | Rok budowy |
| ------- | --------------------------------- | --------------------- | ------------- | ---------- |
| 1.      | Four Seasons Hotel Miami          | 240 m                 | 64            | 2003       |
| 2.      | Wachovia Financial Center         | 233 m                 | 55            | 1984       |
| 3.      | Bank of America Tower             | 191 m                 | 47            | 1986       |
| 4.      | Jade at Brickell Bay              | 161 m                 | 48            | 2004       |
| 5.      | Santa Maria                       | 159 m                 | 51            | 1997       |
| 6.      | Stephen P. Clark Center           | 155 m                 | 28            | 1985       |
| 7.      | One Biscayne Tower                | 150 m                 | 39            | 1973       |
| 8.      | Espirito Santo Plaza              | 148 m                 | 36            | 2004       |
| 9.      | Miami Center                      | 148 m                 | 34            | 1983       |
| 10.     | Brickell on the River North Tower | 147 m                 | 42            | 2006       |